# Liste von Zollstockmuseen
Dies ist eine Liste von Zollstockmuseen. Bekannte Zollstockmuseen gibt es in:

## Deutschland
| Institution                       | Ort            | Landkreis                        | Bundesland    |
| --------------------------------- | -------------- | -------------------------------- | ------------- |
| Zollstockmuseum in Bestensee      | Bestensee      | Dahme-Spreewald                  | Brandenburg   |
| Zollstockmuseum in Dippoldiswalde | Dippoldiswalde | Sächsische Schweiz-Osterzgebirge | Sachsen       |
| Zollstockmuseum in Wiedensahl     | Wiedensahl     | Schaumburg                       | Niedersachsen |